# Туркуэн-штрассе (Айген)

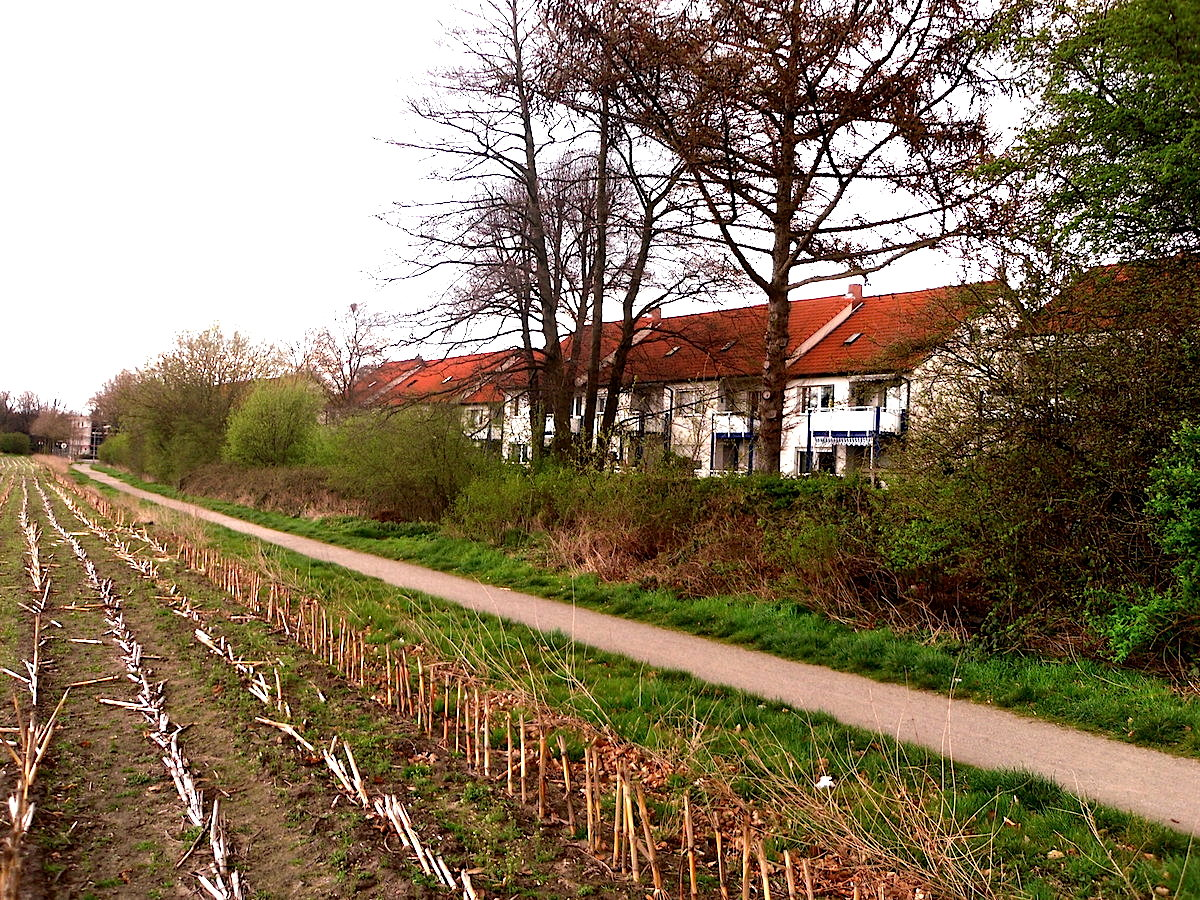
Южная часть улицы

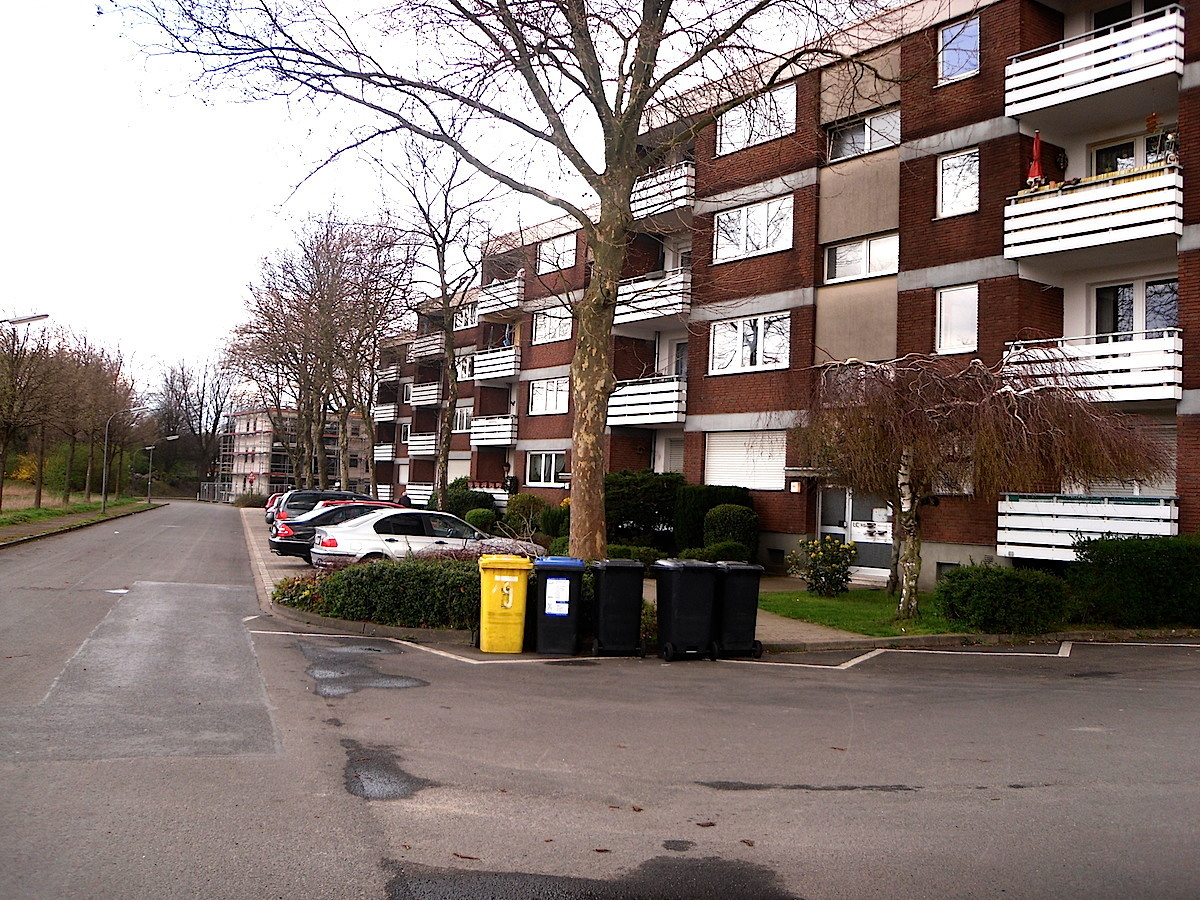
Северная часть улицы

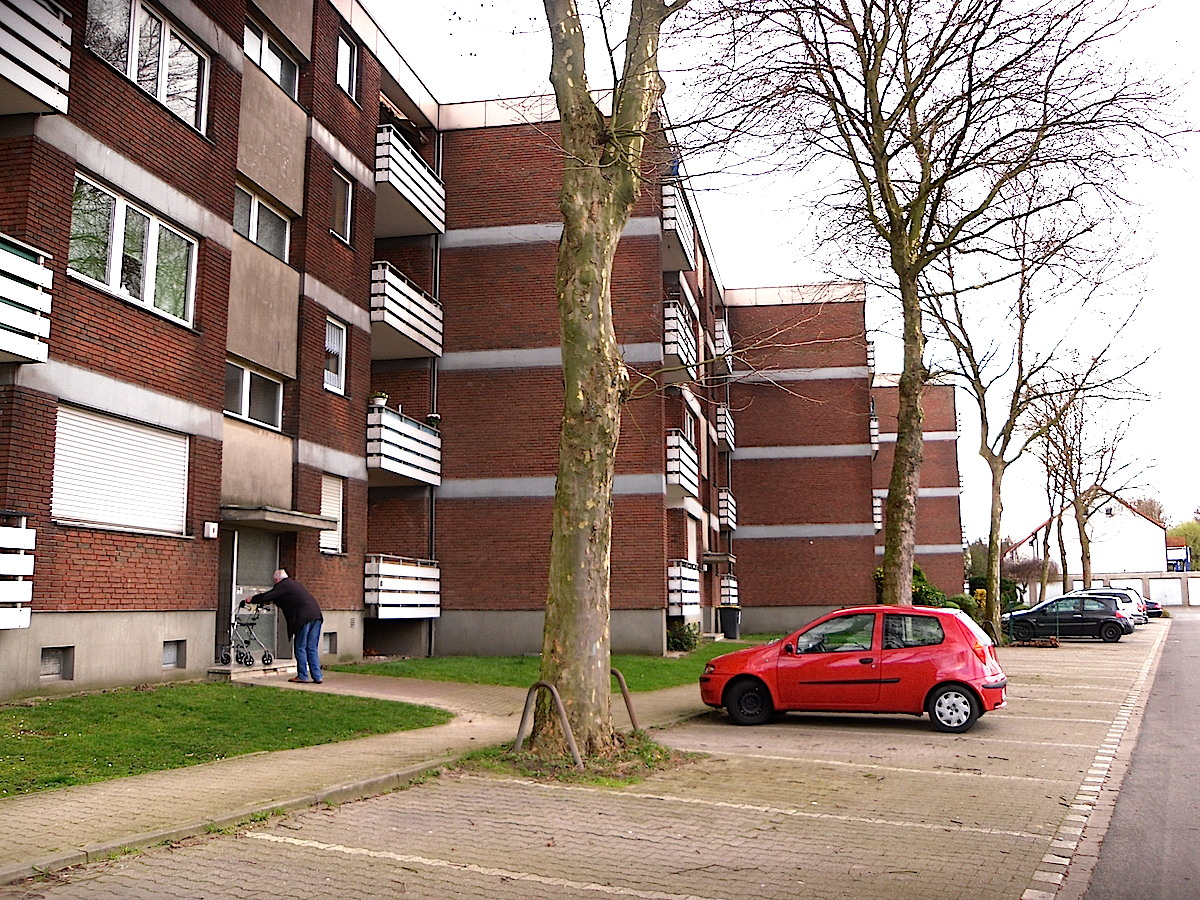
Жилой фонд улицы Туркуэна

Туркуэн-штрассе (нем. Tourcoingstraße; рус. улица Туркуэна) — улица в административном районе Айген города Ботроп (Северный Рейн-Вестфалия, Германия).

## Положение
Улица Туркуэна находится на западной оконечности жилого массива Райнбабен (Rheibaben), примыкая к с/х угодьям усадьбы «Дом Шлангенхольт» (Schlangenholt). Улица протягивается на 737 метров между Бёрен-штрассе (улица Медвежья, Börenstraße) на севере и Бюгель-штрассе (улица Утюга, Bügelstraße) на юге.

## Название
Улица названа в честь города Туркуэн, ставшего в 1967 году первым городом-побратимом Ботропа. Туркуэн является коммуной во Франции, в регионе Нор — Па-де-Кале, департаменте Нор, округе Лилль. Туркуэн — третий по численности населения город департамента, расположен на границе с Бельгией, в 11 км к северо-востоку от Лилля.

## Общая характеристика
По состоянию покрытия и другим показателям улица Туркуэна делится на три части:
- Южная часть. Между окончаниями улиц Кёрнер-штрассе и Бюгель-штрассе. Представляет извилистую полевую пешеходно-велосипедную дорожку без каких-либо сооружений, протягивающуюся на 253 метра с юго-запада на северо-восток. Этот участок частично пересекает поля фермерской усадьбы Шлангенхольт. Ширина — 1.75 м. Покрытие — мелкий щебень.
- Средняя часть. Пешеходно-велосипедная дорожка, протягивающаяся с юга на север от улицы Бюгель-штрассе до начала северного участка улицы Туркуэна. Зданий нет. Протяжённость — 314 метров. Ширина — 2.20 м. Покрытие — мелкий щебень. С восточной стороны — древесно-кустарниковые насаждения, а с западной — полевые угодья усадьбы Шлангенхольт. Въезд на этот участок улицы ограждён столбиками.
- Северная часть. Асфальтированная улица шириной 6 м с пятью 4-этажными многоквартирными зданиями по её нечётной стороне. С чётной стороны улицы располагаются поля фермы Щлангенхольт. Здесь же проложен асфальтовый тротуар шириной 1,7 м. Длина участка — 170 метров. Перед фасадом зданий — парковочные места на 33 автомобиля. Здесь улица Туркуэн зигзагом соединяется с улицей Бёрен-штрассе. Здесь же находится единственный указатель улицы. Линий общественного транспорта на улице Туркуэн нет, но несколько автобусных остановок находится недалеко[1]. Улица используется пешими и велотуристами, отправляющимися в соседний Кёльнский лесной массив.

## Улицы-тезки
- Tуркуэн-штрассе (Tourcoingstraße) — в центральном районе Берлина. Городской район Берлина является побратимом французского города Туркуэн.

## Улица в СМИ
- Brand in siebenstöckigem Hochhaus auf dem Eigen in Bottrop (о пожаре на улице Туркуэн) (нем.)
- Täter nach versuchtem Wohnungseinbruch mit Hilfe eines Zeugen festgenommen (о краже на улице Туркуэна) (нем.)